# Courcebœufs
Courcebœufs é uma comuna francesa na região administrativa do País do Loire, no departamento de Sarthe. Estende-se por uma área de 16.83 km². Em 2010 a comuna tinha 645 habitantes (densidade: 38,3 hab./km²).